# Эдвард ле Диспенсер, 5-й барон Диспенсер
Эдвард ле Диспенсер (англ. Edward le Despencer; 24 марта 1336 — 11 ноября 1375), 1/5-й барон ле Диспенсер с 1357, 2-й барон Гламорган с 1349, английский военачальник во время Столетней войны, старший сын Эдварда ле Диспенсера и Энн Феррерс.

## Биография
В момент гибели в 1342 году отца Эдвард был ещё несовершеннолетним. От отца он унаследовал поместье Эссендайн в Ратленде. Смерть дяди в 1349 году Хью (V) ле Диспенсера принесла Эдварду поместья в Валлийской марке.
После достижения Эдвардом совершеннолетия в 1357 году король Эдуард III, его родственник, возродил для него титул барона Диспенсера, который ранее принадлежал его дяде Хью.
В октябре-декабре 1355 года Эдвард в составе армии Эдуарда Чёрного Принца, старшего сына короля Эдуарда III, отправился из Бордо в грабительский набег на Лангедок. Во время набега он участвовал в захвате ряда крепостей и разрушении Каркассона.
19 сентября 1356 года Эдвард участвовал в битве при Пуатье.
В ноябре 1359 года Эдвард в составе армии короля Эдуарда III отправился из Кале в сторону Реймса, которая опустошала всё на своём пути. В ноябре 1360 года он принял участие в осаде Реймса. Однако из-за недостатка продовольствия осада вскоре была снята. Оттуда он отправился к Парижу, около которого он организовывал военные рейды. За проявленную в бою отвагу король в 1361 году посвятил Эдварда в кавалеры ордена Подвязки.
В 1363 году Эдвард находился в составе почётный кортежа, который Эдуард III послал для встречи короля Кипра Пьера I де Лузиньяна в Дувре, чтобы затем сопроводить того в Лондон.
В 1367 году Эдвард отправился в Милан, сопровождая принца Лайонеля Антверпенского, который должен был жениться на Виоланте, дочери герцога Галеаццо II Висконти.
Из Италии Эдвард вернулся в Англию в 1372 году. А уже в 1373 году он в составе армии, которую возглавлял герцог Ланкастер Джон Гонт. Во Франции Эдвард командовал арьергардом английской армии, которая занималась разорением Пикардии и Артуа. Но в 1374 году было заключено перемирие между Англией и Францией, после чего Эдвард вернулся в Англию.
Эдвард умер 11 ноября 1375 года в Лланблетиане в Гламоргане. Похоронили его в аббатстве Тьюксбери. Наследовал Эдварду малолетний сын Томас.

## Семья
Жена: Элизабет де Бергерш (около 1342 — 26 сентября 1409), дочь Бартоломью де Бергерша, 2/4-го барона Бергерша. Дети:
- Энн (1358 — 30/31 октября 1426); 1-й муж: Хью Гастингс из Элсинга (умер в 1386); 2-й муж: Томас Морли (умер 24 сентября 1416/1417), 4-й барон Морли
- Сисели (ум. в млад.)
- Маргарет (1360—1411); муж: Роберт Феррерс (31 октября 1357 или 1359 — 12/13 марта 1413), 5-й барон Феррерс из Чартли с 1367
- Элизабет (1367 — 10/11 апреля 1408); 1-й муж: Джон Фицалан (1365—1391), лорд Мальтраверс; 2-й муж: Уильям Ла Зуш (до 1342 — 13 мая 1396), 3-й лорд Ла Зуш из Харингуорта
- Эдвард
- Томас (22 сентября 1373 — 17 января 1400), 2/6 барон ле Диспенсер с 1375, граф Глостер с 1397
- Хью (умер в 1424)